# Liste de jeux vidéo Barbie
La poupée Barbie créée par la société américaine Mattel est l'héroïne de nombreux jeux vidéo depuis 1984.

## Liste des jeux

### Années 1980-90
- 1984 : Barbie (Commodore 64)
- 1991 : Barbie (NES)
- 1992 : Barbie: Game Girl (Game Boy)
- 1993 : Barbie: Super Model (Mega Drive, Super Nintendo, DOS et Game Gear)
- 1994 : Barbie and Her Magical House (Windows)
- 1994 : Barbie: Vacation Adventure (Mega Drive et Super Nintendo)
- 1997 : Conte de fées magique : Barbie Princesse (Magical Fairy Tales: Barbie as Rapunzel) (Windows et Mac)
- 1997 : Barbie : Salon de beauté (Barbie: Magic Hair Styler) (Windows)
- 1997 : Barbie : Chasse au trésor sous marine (Adventures with Barbie: Ocean Discovery) (Windows)
- 1998 : Barbie détective dans Le Mystère de la fête foraine (Detective Barbie in the Mystery of the Carnival Caper!) (Windows)
- 1998 : Barbie : Aventures équestres (Barbie: Riding Club) (Windows)
- 1999 : Barbie : Chasse au trésor sous marine (Barbie: Ocean Discovery) (Game Boy Color)
- 1999 : Barbie : Belle au Bois Dormant (Barbie as Sleeping Beauty) (Windows)
- 1999 : Barbie : Aventure équestre (Barbie: Race & Ride) (PlayStation)
- 1999 : Barbie : Sports extrême (Barbie Super Sports) (Windows et PlayStation )
- 1999 : Barbie : Digital Makeover (Windows)
- 1999 : Barbie Génération Filles : Studio de Danse (Barbie Generation Girl: Gotta Groove) (Windows)

### Années 2000
- 2000 : Barbie détective 2 : Les Vacances mystérieuses (Detective Barbie 2: The Vacation Mystery) (Windows)
- 2000 : Barbie: Fashion Pack Games (Game Boy Color)
- 2000 : Barbie: Magic Genie Adventure (Game Boy Color)
- 2000 : Barbie: Magic Genie Bottle (Windows)
- 2000 : Barbie : Sauve les animaux (Barbie: Pet Rescue) (Windows et Game Boy Color)
- 2000 : Barbie as Princess Bride (Windows)
- 2000 : Detective Barbie: The Mystery Cruise (PlayStation)
- 2001 : Barbie aventurière (Windows et PlayStation)
- 2001 : Barbie à la plage (Barbie: Beach Vacation) (Windows)
- 2001 : Barbie : Gymnastique (Barbie: Team Gymnastics) (Windows)
- 2001 : Secret Agent Barbie (Windows)
- 2001 : Secret Agent Barbie (Secret Agent Barbie: Royal Jewels Mission) (Game Boy Advance)
- 2002 : Barbie : Féerie sur glace (Barbie: Sparkling Ice Show) (Windows)
- 2002 : Barbie: Groovy Games (Game Boy Advance)
- 2002 : Barbie : Top Model (Barbie: Beauty Styler) (Windows et Mac)
- 2002 : Barbie, princesse Raiponce : L'Aventure créative (Barbie as Rapunzel: A Creative Adventure) (Windows et Mac)
- 2003 : Barbie: Horse Adventure (Barbie Horse Adventures: Blue Ribbon Race / The Big Race) (Game Boy Advance)
- 2003 : Barbie: Horse Adventures (Barbie Horse Adventures: Mystery Ride / The Ranch Mystery) (Windows et Mac)
- 2003 : Barbie Horse Adventures: Wild Horse Rescue (PlayStation 2 et Xbox)
- 2003 : Institut Barbie Beauté (Barbie: Beauty Boutique) (Windows et Mac)
- 2003 : Barbie: Gotta Have Games (PlayStation)
- 2003 : Barbie, Lac des cygnes : La Forêt Enchantée (Barbie of Swan Lake: The Enchanted Forest) (Windows et Mac)
- 2004 : Barbie : Jolie Sirène (Barbie: Mermaid Adventure) (Windows et Mac)
- 2004 : Barbie : Défilé de mode (Barbie Fashion Show) (Windows)
- 2004 : Barbie : Cœur de princesse (Barbie as The Princess and the Pauper) (Windows, Mac et Game Boy Advance)
- 2005 : Barbie et le Cheval magique (Barbie and the Magic of Pegasus) (Windows et Game Boy Advance)
- 2006 : The Barbie Diaries: High School Mystery (Windows et Game Boy Advance)
- 2006 : Barbie au bal des douze princesses (Barbie in The 12 Dancing Princesses) (Windows, PlayStation 2, Game Boy Advance et Nintendo DS)
- 2007 : Barbie, princesse de l'Île merveilleuse (Barbie as The Island Princess) (Windows, PlayStation 2, Wii, Game Boy Advance et Nintendo DS)
- 2008 : Barbie styliste : Défilé de mode (Barbie Fashion Show: Eye for Style) (Windows et Nintendo DS)
- 2008 : Barbie cavalière : Stage d'équitation (Barbie Horse Adventures: Riding Camp) (Windows, PlayStation 2, Wii et Nintendo DS)
- 2009 : Barbie et les Trois Mousquetaires (Barbie and the Three Musketeers) (Windows, Wii et Nintendo DS)

### Années 2010
- 2010 : Barbie et le Salon de beauté des chiens (Barbie: Groom and Glam Pups) (Wii et Nintendo DS)
- 2011 : Barbie : Star de la mode (Barbie: Jet, Set & Style!) (Wii et Nintendo DS)
- 2013 : Barbie Dreamhouse Party (Windows, Wii, Wii U, Nintendo DS et Nintendo 3DS)
- 2015 : Barbie et ses sœurs : La Grande Aventure des chiots (Barbie & Her Sisters: Puppy Rescue) (Windows, PlayStation 3, Xbox 360, Wii, Wii U et Nintendo 3DS)
- 2018 : Barbie Dreamhouse Adventures (Android, iOS, Nintendo Switch)

### Années 2020
- 2024 : Barbie Projet Amitié (Barbie : Project Friendship) ( Windows, Xbox One, Xbox Series, Playstation 4, Playstation 5, Nintendo Switch)

### Jeux dérivés
- 2001 : Shelly Club (Kelly Club) (Windows et Game Boy Color)
- 2002 : Shelly Club : La Fête des Animaux (Kelly Club: Pet Parade) (Windows et Mac)
- 2003 : My Scene (Windows et Mac)
- 2005 : My Scene : Stars d'Hollywood (My Scene Goes Hollywood) (Windows)

## Liste des logiciels créatifs
- 1991 : Barbie PC Fashion Design & Color (Windows)
- 1996 : Barbie: Storymaker (Windows)
- 1996 : Barbie : Imprime (Barbie Print'n Play) (Windows)
- 1996 : Barbie Print'n Play: Calendars & Banners (Windows)
- 1996 : Barbie Print'n Play: Cards & Invitations (Windows)
- 1996 : Barbie Print'n Play: Stationery & Stickers (Windows)
- 1996 : Barbie : Styliste (Barbie: Fashion Designer) (Windows et Mac)
- 1997 : Barbie: Party - Print'n Play (Windows)
- 1997 : Barbie: Screen Styler (Windows)
- 1997 : Barbie : Mode Super Cool - Styliste (Barbie: Cool Looks Fashion Designer) (Windows)
- 1998 : Barbie: Photo Designer (Windows)
- 1998 : Barbie : Styliste Créa-Bijoux (Barbie: Jewelry Designer) (Windows)
- 1998 : Barbie : Styliste Créa-Ongles (Barbie: Nail Designer) (Windows)
- 1999 : Barbie: Sticker Designer (Windows)
- 1999 : Barbie: Totally Tattoos (Windows)
- 1999 : Barbie Working Woman (Windows)
- 2007 : Digital Arts & Crafts Studio: Barbie Fairytopia
- 2008 : Barbie iDesign Ultimate Stylist